# Hate That...
"Hate That..." é uma canção gravada pelo cantor sul-coreano Key com a participação de Taeyeon. Foi lançada digitalmente em 30 de agosto de 2021, pela SM Entertainment, como o primeiro single de Bad Love, primeiro extended play (EP) coreano de Key. A canção é escrita por Hwang Yu-bin e composta por Stephen Puth, Lauren Mandel e Eric Potapenko.
Após o seu lançamento, "Hate That..." realizou entradas em tabelas musicais sul-coreanas e posicionou-se dentro do top 10 pela estadunidense Billboard World Digital Songs, levando-a tornar-se o primeiro single de Key a fazê-lo. 

## Antecedentes e lançamento
Em 24 de agosto de 2021, foi anunciado que Key lançaria um single digital intitulado "Hate That...", previamente ao lançamento de um novo álbum a ser lançado no fim de setembro do mesmo ano. A seguir, em 26 de agosto, foi anunciado que a cantora Taeyeon realiza uma colaboração na faixa. Em 28 de agosto, uma prévia do vídeo musical foi divulgado. Posteriormente, em 30 de agosto, "Hate That..." e seu respectivo vídeo musical foram lançados.

## Composição
"Hate That..." é escrita por Hwang Yu-bin e composta por Stephen Puth, Lauren Mandel e Eric Potapenko. A faixa é produzida em Lá bemol menor, com um andamento de 77 batidas por minuto. Musicalmente, é descrita como uma canção de R&B, caracterizada por uma "melodia de guitarra sentimental e ritmo sofisticado" com letras sobre "expressar a esperança de que a outra pessoa não se esqueça dela depois de um rompimento" em um formato de monólogo.

## Promoção
Antes do lançamento de "Hate That...", Key realizou um evento ao vivo chamado "Key 'Hate That ...' Countdown Live" no aplicativo V Live, em 30 de agosto de 2021, para apresentar a canção e se comunicar com seus fãs.

## Recepção
Através de sua lista de 20 Melhores Canções de K-pop de 2021, Tamar Herman da publicação South China Morning Post, classificou "Hate That..." em quinto lugar, considerando-a um dueto pop descontraído, repleto de "belas melodias atmosféricas", por sua natureza considera "pop fria". Alex Tobias para a lista das 54 Melhores Canções de K-Pop de 2021 da Teen Vogue, considerou "Hate That..."  uma canção romântica reconfortante.
| Publicação               | Lista                                   | Classificação | Ref.   |
| ------------------------ | --------------------------------------- | ------------- | ------ |
| South China Morning Post | As 20 Melhores Canções de K-pop de 2021 | 5             | [ 10 ] |
| Teen Vogue               | As 54 Melhores Canções de K-Pop de 2021 | Colocado      | [ 11 ] |

## Desempenho nas paradas musicais
"Hate That..." estreou na Coreia do Sul, na posição de número 46 pela Gaon Digital Chart na semana referente a 29 de agosto a 4 de setembro de 2021. Em suas tabelas componentes, a canção realizou entradas em seu pico de número dois pela Gaon Download Chart e de número 120 na Gaon Streaming Chart, ambas as tabelas, pela semana correspondente a  29 de agosto a 4 de setembro de 2021. Pela Billboard K-pop Hot 100, "Hate That..."  estreou em seu pico de número setenta, na edição da tabela de 11 de setembro de 2021. Nos Estados Unidos, a canção estreou em seu pico de número cinco pela Billboard World Digital Songs, na semana referente a 11 de setembro de 2021, tornando-se  o primeiro single de Key a atingir o top 10 da tabela.

### Posições semanais
| Parada musical (2021)                          | Melhor posição |
| ---------------------------------------------- | -------------- |
| Coreia do Sul (Gaon Digital Chart)             | 46             |
| Coreia do Sul (Billboard K-pop Hot 100)        | 72             |
| Estados Unidos (Billboard World Digital Songs) | 5              |

## Reconhecimento
| Ano  | Prêmio            | Categoria         | Resultado | Ref.   |
| ---- | ----------------- | ----------------- | --------- | ------ |
| 2021 | Prêmio Anual K4US | Feat/Colab do Ano | Indicado  | [ 17 ] |

## Créditos e pessoal
A elaboração de "Hate That..." atribui os seguintes créditos adaptados do Melon.
Produção
- SM SSAM Studio – gravação, edição digital
- Sound Pool Studios – gravação
- SM Big Shot Studio – engenharia de mixagem

Pessoal
- Key – vocais, vocais de apoio
- Taeyeon – vocais, vocais de apoio
- Hwang Yu-bin – letras em coreano
- Stephen Puth – composição, arranjo, vocais de apoio
- Lauren Mandel – composição, vocais de apoio
- Eric Potapenko – arranjo
- Kim Yeon-seo – direção vocal
- Kang Eun-ji – gravação, edição digital
- Jeong Ho-jin – gravação
- Lee Min-gyu – engenharia de mixagem, mixagem

## Histórico de lançamento
| Região        | Data                 | Formato                    | Gravadora  | Ref.   |
| ------------- | -------------------- | -------------------------- | ---------- | ------ |
| Coreia do Sul | 30 de agosto de 2021 | Download digital streaming | SM Dreamus | [ 5 ]  |
| Mundo         | 30 de agosto de 2021 | Download digital streaming | SM         | [ 18 ] |